# Aiba札幌中央
Aiba札幌中央（あいばさっぽろちゅうおう）は、北海道札幌市中央区にあるホッカイドウ競馬の場外勝馬投票券発売所である。
本項目では併設している競輪場外車券売場のサテライト札幌（サテライトさっぽろ）、および2013年より開設しているJ-PLACE札幌中央（ジェイプレイスさっぽろちゅうおう）についても記述する。

## 沿革
1952年、南4条西3丁目に所在した松竹座地下広場に札幌場外車券売場としてオープンした。当初は札幌競輪場と函館競輪場の共同管理であったが、後に本場での発売を優先する政策がとられたため函館の単独管理による専用場外施設となる。その後移転を繰り返したが1958年9月21日より現在地に設置され、1999年8月に「札幌サイクルセンター」の愛称がつけられた後、2008年4月16日より函館以外の発売機会を増やすため専用場外から発展する形で「サテライト札幌」としてリニューアルされた。
2009年6月9日よりAiba札幌中央が開設され、Aiba札幌駅前とともにホッカイドウ競馬としては長年の念願であった札幌・すすきの地区での場外発売が実現した。競馬における過去の経緯は当該節を参照。

## 施設概要
1階はサテライト札幌、2階はAiba札幌中央とサテライト札幌の並存であったが、2013年2月8日より2階の全フロアがAiba札幌中央となった。なお、2階にある有料指定席は従来競輪利用者専用であったが、同日より競馬利用者も入場が可能になった。2013年3月23日より2階発売所において、「J-PLACE札幌中央」の呼称で日本中央競馬会（JRA）の場外発売を開始した。
2階への出入りは屋外の階段を利用する。指定の喫煙所を除き、施設内は全面禁煙。

### 1階（サテライト札幌）
施設・設備
座席数：108席
自動発売機：6台
有人発払機：4台
受付カウンター
売店
喫煙室

### 2階（Aiba札幌中央・J-PLACE札幌中央）
施設・設備
一般席：72席
指定席（有料）：42席（サテライト札幌と共用、専用喫煙室、有人発払機設置）
自動発売機：6台
自動発払機：1台
有人払戻窓口：1窓
オッズ表示・実況モニター
売店
喫煙室

## 発売されている投票券の種類
全レース100円単位。
○…発売 △…他地区場外発売のみ ×…発売なし

### 競輪
管理施行者は函館市。函館競輪場の場外発売を中心に、函館の非開催日も含め全国の特別競輪や記念競輪、一部のF1・FIIやナイター開催などを最大1日2場発売している。
| 2枠複 | 2枠単 | 2車複 | 2車単 | ワイド | 3連複 | 3連単 |
| ----- | ----- | ----- | ----- | ------ | ----- | ----- |
| ○     | ○     | ○     | ○     | ○      | ○     | ○     |

### 競馬

#### ホッカイドウ競馬
ばんえい競馬や他地区の広域場外発売時は、各主催者が発売している賭式に準じてすべての賭式を発売する。
| 単勝 | 複勝 | 枠番連複 | 枠番連単 | 馬番連複 | 馬番連単 | ワイド | 3連複 | 3連単 |
| ---- | ---- | -------- | -------- | -------- | -------- | ------ | ----- | ----- |
| ○    | ○    | ○        | △        | ○        | ○        | ○      | ○     | ○     |

#### 日本中央競馬会
中央競馬の全開催日に、各場第9競走から第12競走を発売（GI競走のみ前日発売を実施）。
2025年8月23日より各場全競走の発売を開始する予定。
| 単勝 | 複勝 | 枠番連複 | 枠番連単 | 馬番連複 | 馬番連単 | ワイド | 3連複 | 3連単 |
| ---- | ---- | -------- | -------- | -------- | -------- | ------ | ----- | ----- |
| ○    | ○    | ○        | ×        | ○        | ○        | ○      | ○     | ○     |

## アクセス
- 札幌市営地下鉄（東豊線）豊水すすきの駅から徒歩1分
- 駐車場：なし（近隣の提携駐車場を短時間無料で利用可能）